# الدوري القبرصي الدرجة الثانية 1965–1966
الدوري القبرصي الدرجة الثانية 1965–1966 هو الموسم 11 من الدوري القبرصي الدرجة الثانية. أشرف على تنظيمه اتحاد قبرص لكرة القدم، وكان عدد الأندية المشاركة فيه 11، وفاز فيه APOP Paphos FC ‏.